# Хвиля (фільм)
«Хвиля» (нім. Die Welle) — художній фільм режисера Денніса Ганзеля, який вийшов у 2008 році.
Фільм знято за книгою Тода Страсера «Хвиля». Книга, в свою чергу, була написана у 1981 році за мотивами однойменного фільму. В основі усіх цих творів — реальний експеримент «Третя хвиля», проведений вчителем історії Роном Джонсом у місті Пало-Альто в Каліфорнії.
«Хвиля» має спільні моменти з іншим німецьким фільмом Експеримент (фільм). У російському прокаті «Хвиля» вийшла під назвою «Эксперимент 2: волна». Обидва фільми показують як легко звичайні люди можуть піддатися силі обставин і перейти до авторитарного суспільства та жорстокої поведінки, яка таке суспільство супроводжує.
Український переклад зробила студія Омікрон на замовлення Гуртом..

## Сюжет
В німецькій гімназії проводять спеціальний проект: протягом тижня учні вивчають одну з політичних систем за власним вибором. Вчитель Райнер Венгер хотів провести курс анархізму, але йому дістається автократія. На першому уроці виникає дискусія: чи можливо встановити диктатуру в умовах сучасної Німеччини. Венгер починає експеримент, у якому всі учні дотримуються братерства і суворої дисципліни.
За новими правилами, учні повинні звертатися до нього не інакше, як «пан Венгер» (нім. Herr Wenger) замість звичного «Райнер», висловлюватися лаконічно і встаючи з місця. Він пересаджує учнів так, щоб зруйнувати усталені соціальні групи і відмінники сиділи поряд з тими, хто відстає. Згодом встановлюють уніформу: джинси і білі сорочки, вигадують логотип, назву «Хвиля», вітання жестом, створюють сайт, нелегально розклеюють листівки. Учні починають самі організовуватися і виявляти ентузіазм.
Тільки дві дівчини Мона і Каро відмовляються від участі в «Хвилі». Навпаки, учні з інших курсів переводяться на курс автократії.
Рух «Хвиля» дуже швидко набуває великої популярності. Учасники підтримують один одного і зверхньо ставляться до тих, хто не з ними.
Тільки Каро помічає, що експеримент виходить з-під контролю вчителя. Вона таємно роздруковує листівки і розкладає їх у школі, чим викликає загальне невдоволення. Хлопець Каро — Ма́рко намагається захистити її від ворожого ставлення і переконати вступити до «Хвилі».
Найсильніше враження новий лад справив на Тіма, який до цього відчував себе самотнім і непотрібним. Його життя докорінно змінюється. Тім спалює свій одяг з логотипами відомих брендів після того, як на уроці обговорювалося, що власники великих корпорацій не відчувають соціальної відповідальності. Також він купує газовий пістолет.
Члени «Хвилі» розклеюють містом логотипи і малюють їх через трафарет. Тім, ризикуючи, вилазить на ратушу, накриту полотном для ремонту і малює великий логотип «Хвилі». Під час цього рейду учасники замалювали логотип анархістів. Згодом анархісти знаходять «Хвилю» і провокують бійку. Проте Тім погрожує їм пістолетом і анархісти відступають.
Згодом Тім пропонує охороняти Венгера. Венгер, звичайно, відмовляється, але запрошує його в гості. Після того, як Венгер попрощався з ним, Тім залишається ночувати у дворі.
Шкільна команда з водного поло, яку тренує Венгер, зустрічається з іншою школою. «Хвиля» збирає повний зал вболівальників, вдягнутих у білі сорочки. Каро і Мона знову розкидають листівки. Гравець і учасник «Хвилі» Сінан заводить бійку із суперником, затягуючи його під воду. Венгер вимушений стрибнути в басейн, щоб розняти їх. Тим часом вболівальники також затівають бійку.
Після гри Венгер свариться зі своєю дружиною через те, що експеримент виходить з-під контролю, а Марко свариться з Каро. Стривожений, Марко приходить до Венгера і просить його припинити експеримент.
На наступний день всі члени «Хвилі» збираються в актовому залі. Венгер наказує зачинити двері на ключ. Він зачитує уривки творів, написаних раніше учасниками «Хвилі», а потім говорить про те, як сильно поліпшилося їхнє життя і закликає їх до поширення руху на всю Німеччину. Усі захоплено слухають і аплодують своєму пану. Тільки Марко заперечує ці ідеї. Тоді Венгер нацьковує на нього його недавніх друзів. Коли вони приводять його на сцену, він пропонує придумати, що зробити зі зрадником. А тоді запитує, до чого вони можуть дійти, виконуючи наказ. Чи змогли б вони вбити людину? І нарешті нагадує запитання, яке було поставлене до експерименту: чи можлива диктатура в умовах сучасної Німеччини?
Венгер розпускає «Хвилю» і закінчує збори. Учні безрадісно починають розходитися, але Тім не зміг змиритися з тим, що руху більше не існує. Він погрожує пістолетом, ранить одного з учнів, а потім здійснює самогубство, вистріливши собі в рот. Венгера арештовують; його учні і дружина у відчаї спостерігають за цим.

## У ролях
- Юрген Фогель — Райнер Венгер
- Фредерік Лау — Тім Штольтефус
- Макс Римельт — Марко
- Дженніфер Ульріх — Каро
- Крістіана Пауль — Анке Венгер
- Еліас М’Барек — Сінан
- Крістіна до Рего — Ліса
- Якоб Маченц — Деніс
- Макс Мауф — Кевін
- Деніс Ганзель — Мартін
- Амелі Кіфер — Мона

## Нагороди та номінації
- 2008 рік — 2 номінації на премію «European Film Awards»: найкращий фільм (за версією глядацьких симпатій) і найкращий актор (Юрген Фогель).
- 2008 рік — 2 премії «German Film Awards»: бронзовий приз за найкращий фільм і золотий — найкращий актор другого плану (Фредерік Лау). Також 2 номінації: за найкращий фільм (Крістіан Беккер) і найкращий монтаж (Улі Крістен).
- 2008 рік — номінація на «Trailer Film Awards» за найкращий оригінальний зарубіжний трейлер.
- 2008 рік — спеціальний приз журі на «Istanbul International Film Festival» режисеру Денісу Ганзелю.
- 2008 рік — номінація на великий приз журі «Sundance Film Festival» (Деніс Ганзель).